# گزل‌حصار، بارتین
گزل‌حصار، بارتین (به ترکی استانبولی: Güzelcehisar) یک منطقهٔ مسکونی در ترکیه است که در بارتین واقع شده‌است. گزل‌حصار ۹۳۹ نفر جمعیت دارد.